# Andrei Anatoljewitsch Schumilin
Andrei Anatoljewitsch Schumilin (russisch Андрей Анатольевич Шумилин; * 9. März 1970 in Kaliningrad; † 8. Juni 2022 in Deutschland) war ein sowjetischer bzw. russischer Ringer und späterer Politiker. Er wurde 1999 Vize-Weltmeister und Europameister im freien Stil im Superschwergewicht.

## Werdegang
Andrei Schumilin begann 1980 mit dem Ringen. Er konzentrierte sich dabei auf den freien Stil. Als Erwachsener trat er in die Marine ein und war als Angehöriger der Baltischen Seeflotte in Kaliningrad stationiert. Er gehörte dort dem Armeesportclub ZSKA Kaliningrad an und wurde während seiner Karriere hauptsächlich von Oleg Sugako trainiert. Bei einer Größe von 1,90 Metern rang er immer in der schwersten Gewichtsklasse, die zu seiner Zeit das Superschwergewicht (bis 130 kg Körpergewicht) war.
Er war schon als Junior sehr erfolgreich. 1988 gewann er in Wolfurt/Österreich den Junioren-Weltmeistertitel (Altersgruppe Juniors) in der Gewichtsklasse bis 115 kg. 1989 wurde er in Ulan-Bator Junioren-Weltmeister in der Altersgruppe Espoirs. Im Superschwergewicht verwies er dabei Atanas Geguskow, Bulgarien, Andrew Borodow, Kanada, und Sven Thiele, DDR, auf die Plätze. 1990 wurde er auch noch Junioren-Europameister (Espoirs) im Superschwergewicht vor Ömer Aslantas, Türkei und Georgi Christow, Bulgarien. Im selben Jahr wurde er auch schon bei der Europameisterschaft der Senioren in Poznań eingesetzt. Das war, bei der enormen Leistungsstärke und Leistungsdichte der sowjetischen Ringer in jenen Jahren, ein großer Vertrauensbeweis. Er konnte diesen auch rechtfertigen, wenngleich er nicht den Titel, sondern hinter Andreas Schröder, DDR, und Kiril Barbutow, Bulgarien, „nur“ eine Bronzemedaille gewann.
Durch die politischen Umwälzungen in der Sowjetunion geriet auch Andrei Schumilins Ringerlaufbahn etwas ins Stocken. Bereits im August 1993 trat er aber für Russland bei der Weltmeisterschaft in Toronto an und gewann dort hinter Bruce Baumgartner aus den Vereinigten Staaten und Mirabi Walijew, Ukraine, eine WM-Bronzemedaille. Eine Bronzemedaille gewann er auch bei der Europameisterschaft 1994 in Rom hinter Mirabi Walijew und Mahmut Demir aus der Türkei, während er bei der Weltmeisterschaft 1994 in Istanbul, wo Mahmut Demir gewann, nur auf den 11. Platz kam.
1995 wurde Andrei Schumilin bei den internationalen Meisterschaften nicht eingesetzt. 1996 gelang es ihm aber, sich für die russische Olympiamannschaft zu qualifizieren. Bei den Olympischen Spielen in Atlanta gelangen ihm dabei zunächst Siege über Igor Klimow, Kasachstan, und überraschenderweise auch über Bruce Baumgartner, dann verlor er gegen Weltmeister Mahmut Demir, besiegte danach Alexander Kowalewski, Kirgisistan, und musste in seinem letzten Kampf, in dem es um eine olympische Bronzemedaille ging, noch einmal gegen Bruce Baumgartner antreten, gegen den er dieses Mal ganz knapp nach Punkten verlor. Er musste deshalb mit dem 4. Platz zufrieden sein.
1998 gewann Schumilin bei der Weltmeisterschaft in Teheran hinter Alexis Rodríguez Valera aus Kuba und Rasoul Khadem Azghadi aus dem Iran, aber noch vor Kerry McCoy aus den Vereinigten Staaten und Aydin Polatci aus der Türkei eine WM-Bronzemedaille. Zum erfolgreichsten Jahr in Andrei Schumilins Laufbahn wurde dann das Jahr 1999. Er wurde im April dieses Jahres in Minsk mit Siegen über Boschidar Bojadschiew aus Bulgarien, Mirabi Walijew, Jan Tresnak, Tschechien, Sven Thiele, Deutschland, und Aydin Polatci, den er mit 4:3 Punkten besiegte, neuer Europameister. In hervorragender Form war er auch bei der Weltmeisterschaft in Ankara. Er siegte dort über den amtierenden Weltmeister Alexis Rodriguez Valera glatt mit 4:0 Punkten. Danach besiegte er noch Aljaksej Mjadswedseu aus Weißrussland, Miradi Walijew und Abbas Jadidi aus dem Iran. Im Finale unterlag er dem bis dahin auf der internationalen Ringermatte völlig unbekannten Stephen  Neal und wurde damit Vize-Weltmeister.
Danach beendete er seine Ringerlaufbahn.

## Internationale Erfolge
| Jahr | Platz | Wettbewerb                                  | Gewichtsklasse | Ergebnisse |
| 1988 | 1.    | Junioren-WM (Juniors) in Wolfurt/Österreich | bis 115 kg     | vor Georgi Christow, Bulgarien und Ferenc Juno, Ungarn |
| 1989 | 1.    | Junioren-WM (Espoirs) in Ulan-Bator         | Superschwer    | vor Atanas Geguskow, Bulgarien, Andrew Borodow, Kanada und Sven Thiele, Deutschland |
| 1990 | 1.    | Junioren-EM (Espoirs)                       | Superschwer    | vor Ömer Aslantas, Türkei, Georgi Christow und Ferenc Juno |
| 1990 | 3.    | EM in Poznań                                | Superschwer    | hinter Andreas Schröder, DDR und Kiril Barbutow, Bulgarien, vor Ayik Sezgin, Türkei |
| 1991 | 2.    | „Roger-Coulon“-Memorial in Carcassonne      | Superschwer    | hinter Andreas Schröder, Deutschland, vor Cho Byung-eun, Südkorea |
| 1993 | 1.    | Welt-Cup in Chattanooga                     | Superschwer    | vor Bruce Baumgartner, USA und Hiroyuki Obata, Japan |
| 1993 | 3.    | WM in Toronto                               | Superschwer    | hinter Bruce Baumgartner und Mirabi Walijew, Ukraine |
| 1994 | 3.    | EM in Rom                                   | Superschwer    | hinter Mirabi Walijew und Mahmut Demir, Türkei |
| 1994 | 11.   | WM in Istanbul                              | Superschwer    | Sieger: Mahmut Demir vor Bruce Baumgartner und Alexei Medwedew, Weißrussland |
| 1994 | 2.    | Goodwill-Games in Moskau                    | Superschwer    | hinter Sasa Turmanidse, Georgien, vor Bruce Baumgartner und Nodar Ganbar, Iran |
| 1995 | 3.    | Militär-Welt-Spiele in Rom                  | Superschwer    | hinter Zekerija Güclü, Türkei und Juri Schobitko, Ukraine |
| 1995 | 1.    | Welt-Cup in Chattanooga                     | Superschwer    | vor Bruce Baumgartner und Mahmut Demir |
| 1996 | 4.    | OS in Atlanta                               | Superschwer    | nach Siegen über Igor Klimow, Kasachstan und Bruce Baumgartner, einer Niederlage gegen Mahmut Demir, einem Sieg über Alexander Kowalewski, Kirgisistan und einer Niederlage gegen Bruce Baumgartner |
| 1997 | 1.    | Baltic-Sea-Games in Šiauliai/Litauen        | Superschwer    | vor Arunas Sulcas, Litauen und Alexei Medwedew |
| 1998 | 1.    | Welt-Cup in Stillwater                      | Superschwer    | vor Tom Erickson, USA, Alexis Rodriguez Valera, Kuba, Alireza Rezaei, Iran und Sven Thiele |
| 1998 | 1.    | Goodwill-Games in New York                  | Superschwer    | vor Kerry McCoy und Aydin Polatci, Türkei |
| 1998 | 3.    | WM in Teheran                               | Superschwer    | hinter Alexis Rodriguez Valera und Rasul Khadem Azghadi, Iran, vor Kerry McCoy und Aydin Polatci |
| 1999 | 1.    | EM in Minsk                                 | Superschwer    | nach Siegen über Boschidar Bojadschiew, Bulgarien, Mirabi Walijew, Jan Tresnak, Tschechien, Sven Thiele und Aydin Polatci                                                                           |
| 1999 | 1.    | Militär-WM in Zagreb                        | Superschwer    | vor Bayram Dogan, Türkei und Juri Schobitko |
| 1999 | 2.    | WM in Ankara                                | Superschwer    | nach Siegen über Alexis Rodriguez Valera, Alexei Medwedew, Miradi Walijew und Abbas Jadidi, Iran und einer Niederlage gegen Stephen M. Neal, USA                                                    |

## Erläuterungen
- alle Wettbewerbe im freien Stil
- OS = Olympische Spiele, WM = Weltmeisterschaft EM = Europameisterschaft
- Superschwergewicht, damals bis 130 kg Körpergewicht